# Gornenți, Mehedinți
Gornenți este un sat în comuna Podeni din județul Mehedinți, Oltenia, România.
În „ Istoria lui Fotino” de la 1819 satul este numit Gornovodița, fapt care ne îndeptățește să confirmăm că el a fost întremeiat pe apa Vodiței, același râu numit și Bahna. Numele satului vine de la slavonescu „Gornojanci” care înseamnă „cei de sus” sau „cei la munte”. În anul 1723 este menționat satul „Gornovodiz” în catalogul localităților din județul Mehedinți. În anul 1727 „Gornicii ot Gornovodița” din plasa „de Margine” avea 9 familii care aveau în posesie 31 bovine și 6 cai.
Până în anul 1840 moșnenii din Gornenți au stăpânit „moșia din Poiana Moșului către apus pe apa Cuciului în vale unde se sloboade la Porumbi , apoi Cerna în sus până în Poiana Bălții Cerbului și apoi de acolo spre răsărit de la scursura Enălățului spre Țesna ” după cum arată C. Bărbulescu în „ Mic dicționar Enciclopedit al județului Mehedinți” 1993.